# 大日本帝国憲法第42条
大日本帝国憲法第42条（だいにほん/だいにっぽん ていこくけんぽう だい42じょう）は、大日本帝国憲法第3章にある、帝国議会の役割についての規定である。

## 現代風の表記
帝国議会は三箇月をもって会期とする。必要がある場合においては、勅命をもってこれを延長することができる。